# お国めぐりシリーズ
『お国めぐりシリーズ』（おくにめぐりシリーズ）は、1969年度から1973年度までの5年に渡りNHKの『みんなのうた』で行われたシリーズ企画である。

## 概要
それまでの『みんなのうた』紹介曲は、童謡系や外国曲がほとんどだったが、1969年度の放送から毎回1曲、日本の土地や名産などを折り込んだ曲、いわゆる「ご当地ソング」を放送する事となった。
映像はアニメは一切使わず、曲の場所のロケーションフィルムを放送、そして歌手もおおむね児童合唱団が多く、時によっては地元の児童合唱団や、地元出身の歌手が歌う事もあった。
1974年3月をもって5年の幕を降ろしたが、その後も「ご当地ソング」は断続的に放送された。
なお1970年代中期から1980年代にかけて不定期に放送された『特集みんなのうた』（一つのテーマに沿った曲を6曲再放送）では、「お国めぐりシリーズ特集」をやる事がしばしばあった。
この時点で取り上げてない都道府県は、秋田県、山形県、茨城県、栃木県、埼玉県、山梨県、石川県、福井県、三重県、京都府、兵庫県、鳥取県、岡山県、佐賀県、大分県、鹿児島県の16府県。
1971年に1969・70年の発表曲から一部アーティストを変更して再録音された12曲をまとめたLP盤(キングレコード：SKM(H)2083)が発売されている。
『みんなのうた』で1961年4月から1982年10月に放送された530曲ほどはNHKに映像・音声のマスターテープ（ビデオテープ・フィルム・オーディオテープ）が現存しておらず、当シリーズも過半数が現存していなかった。2009年頃から2021年3月まで行われた『みんなのうた発掘プロジェクト』にて映像は13曲の欠落を残しているものの、音声は全て発掘したが、仮にその映像素材を今も所持していた場合は、番組公式サイト内の「番組へのメッセージ」のページ内にて、情報提供する事を呼び掛けている。

## 放送曲一覧

### 1969年度
| 曲                       | 地区         | 歌手                   | 発掘状況   |
| ------------------------ | ------------ | ---------------------- | ---------- |
| 長崎めがね橋             | 長崎県       | 倍賞千恵子             | 保管       |
| さっさか大阪             | 大阪府       | 大阪放送児童合唱団     | 発掘済     |
| 札幌の空                 | 北海道札幌市 | 東京放送児童合唱団     | 発掘済     |
| 高山にカンカコカン       | 岐阜県高山市 | 名古屋少年少女合唱団   | 発掘済     |
| 夕陽の笛                 | 広島県厳島   | ひばり児童合唱団       | 発掘済     |
| ヒュルルジンジンからっ風 | 群馬県       | 東京荒川少年少女合唱隊 | 映像未発掘 |

### 1970年度
| 曲             | 地区         | 歌手                                | 発掘状況   |
| -------------- | ------------ | ----------------------------------- | ---------- |
| ほんにうらうら | 愛媛県       | 江利チエミ ひばり児童合唱団         | 映像未発掘 |
| 松江の町は     | 島根県松江市 | 諏訪マリー 杉並児童合唱団           | 発掘済     |
| おーい宮崎     | 宮崎県       | 福岡市長尾児童合唱団                | 映像未発掘 |
| 津軽りんごうた | 青森県       | 西六郷少年少女合唱団                | 発掘済     |
| 佐渡の冬       | 新潟県佐渡島 | 杉並児童合唱団                      | 映像未発掘 |
| 流氷の町 網走  | 北海道網走市 | ジェリー藤尾 東京荒川少年少女合唱隊 | 発掘済     |

### 1971年度
| 曲             | 地区         | 歌手           | 発掘状況   |
| -------------- | ------------ | -------------- | ---------- |
| 塔の春         | 奈良県       | 杉並児童合唱団 | 映像未発掘 |
| 阿波のおはなし | 徳島県       | 徳島児童合唱団 | 発掘済     |
| 海はいきてる   | 千葉県       | 弦哲也         | 発掘済     |
| 風吹きめぐる   | 福島県       | 杉並児童合唱団 | 発掘済     |
| おどんが国は   | 熊本県       | 水前寺清子     | 発掘済     |
| 海峡のまち     | 山口県下関市 | 井沢八郎       | 発掘済     |

### 1972年度
| 曲                    | 地区           | 歌手                         | 発掘状況   |
| --------------------- | -------------- | ---------------------------- | ---------- |
| 走れ仔馬よ 牧場は五月 | 北海道日高地方 | 阿部ユキ子とフォークウィンズ | 発掘済     |
| ふるさとは土佐        | 高知県         | 北島三郎                     | 映像未発掘 |
| 木曽路はきょうも      | 長野県         | 森山良子                     | 発掘済     |
| おれだけの海          | 岩手県         | 高橋キヨシ                   | 映像未発掘 |
| 博多人形に寄せて      | 福岡県         | 由紀さおり                   | 映像未発掘 |
| 熊野路ひとり          | 和歌山県       | シモンズ                     | 映像未発掘 |

### 1973年度
| 曲               | 地区         | 歌手                          | 発掘状況   |
| ---------------- | ------------ | ----------------------------- | ---------- |
| ちゃっきり節     | 静岡県       | 弘田三枝子 ザ・シャデラックス | 映像未発掘 |
| 谷茶前の浜       | 沖縄県       | 東京放送児童合唱団            | 映像未発掘 |
| 港まち、だから…  | 北海道小樽市 | 倍賞千恵子                    | 映像未発掘 |
| 島原地方の子守唄 | 長崎県       | 由紀さおり                    | 発掘済     |
| コキリコの歌     | 富山県       | 伊藤京子 西六郷少年少女合唱団 | 保管       |
| わたしの琵琶湖   | 滋賀県       | チェリッシュ                  | 映像未発掘 |

## お国めぐりシリーズ収録曲（1971）
1. 長崎めがね橋：倍賞千恵子
  - 作詞：やなせたかし、作曲・小川寛興
2. おーい宮崎：荒川少年少女合唱隊
  - 作詞・井田敏、作曲・太田幸雄
3. ほんにうらうら：ペギー葉山・ひばり児童合唱団
  - 作詞：宮中雲子、作曲・田中正史
4. 夕陽の笛：ひばり児童合唱団
  - 作詞：石本美由紀、作曲・木下忠司
5. 松江の町は：杉並児童合唱団
  - 作詞：若谷和子、作曲・中田喜直
6. さっさか大阪：NHK東京放送児童合唱団
  - 作詞：阪田寛夫、作曲・南安雄
7. 高山にカンカコカン：友竹正則・ひばり児童合唱団
  - 作詞：あくねはるこ、作曲・中野雅之、編曲：小森昭宏
8. ヒュルルジンジンからっ風：荒川少年少女合唱隊
  - 作詞：名村宏、作曲：小森昭宏
9. 佐渡の冬：杉並児童合唱団
  - 作詞：中村千栄子、作曲・小杉仁三
10. 津軽りんごうた：倍賞千恵子・西六郷少年少女合唱隊
  - 作詞：清水みのる、作曲・田中利光
11. 札幌の空：NHK東京放送児童合唱団
  - 作詞：横井弘、作曲・神津善行
12. 流氷の町 網走：荒川少年少女合唱隊
  - 作詞：小林純一、作曲・広瀬量平

## その後
1982年度に本シリーズを一時復活させた事があったが、次の4曲で終わった。
| 曲                       | 地区           | 歌手         | 発掘状況 |
| ------------------------ | -------------- | ------------ | -------- |
| 宗谷岬（リメイク版）     | 北海道         | 榊原まさとし | 保管     |
| 広瀬川慕情               | 宮城県         | 石川さゆり   | 発掘済   |
| マイ・スウィート・タウン | 愛知県名古屋市 | きくち寛     | 保管     |
| さとうきびの花           | 沖縄県         | 都はるみ     | 発掘済   |